# Resolució 1235 del Consell de Seguretat de les Nacions Unides
La Resolució 1235 del Consell de Seguretat de l'ONU de les Nacions Unides, adoptada per unanimitat el 30 d'abril de 1999 després de reafirmar totes les resolucions anteriors del Sàhara Occidental, el consell va ampliar el mandat de la Missió de Nacions Unides pel Referèndum al Sàhara Occidental (MINURSO) dues setmanes més fins al 14 de maig de 1999.
El Consell va prendre nota d'un informe del secretari general Kofi Annan i de les seves recomanacions. A l'informe, va afirmar que la implementació oportuna del calendari revisat es va trobar entre molts temes: el desplegament complet de les tropes de la MINURSO abans de juliol de 1999; la cooperació d'ambdues parts en el procés d'identificació dels votants; la finalització dels acords de repatriació a final de 1999; El desplegament d'unitats militars, observadors policials i militars fins al gener de 2000; la reducció i confinament de tropes d'ambdós costats; la proclamació d'una amnistia general. Per tant, el secretari general va recomanar que el mandat de la MINURSO es prorrogués fins al 30 d'octubre de 1999.
Es va instruir al Secretari General que informés al Consell sobre l'evolució del Pla de Regularització, en particular pel que fa a les discussions entre el Govern del Marroc i el Front Polisario i la viabilitat del mandat de la MINURSO.